# George Gower

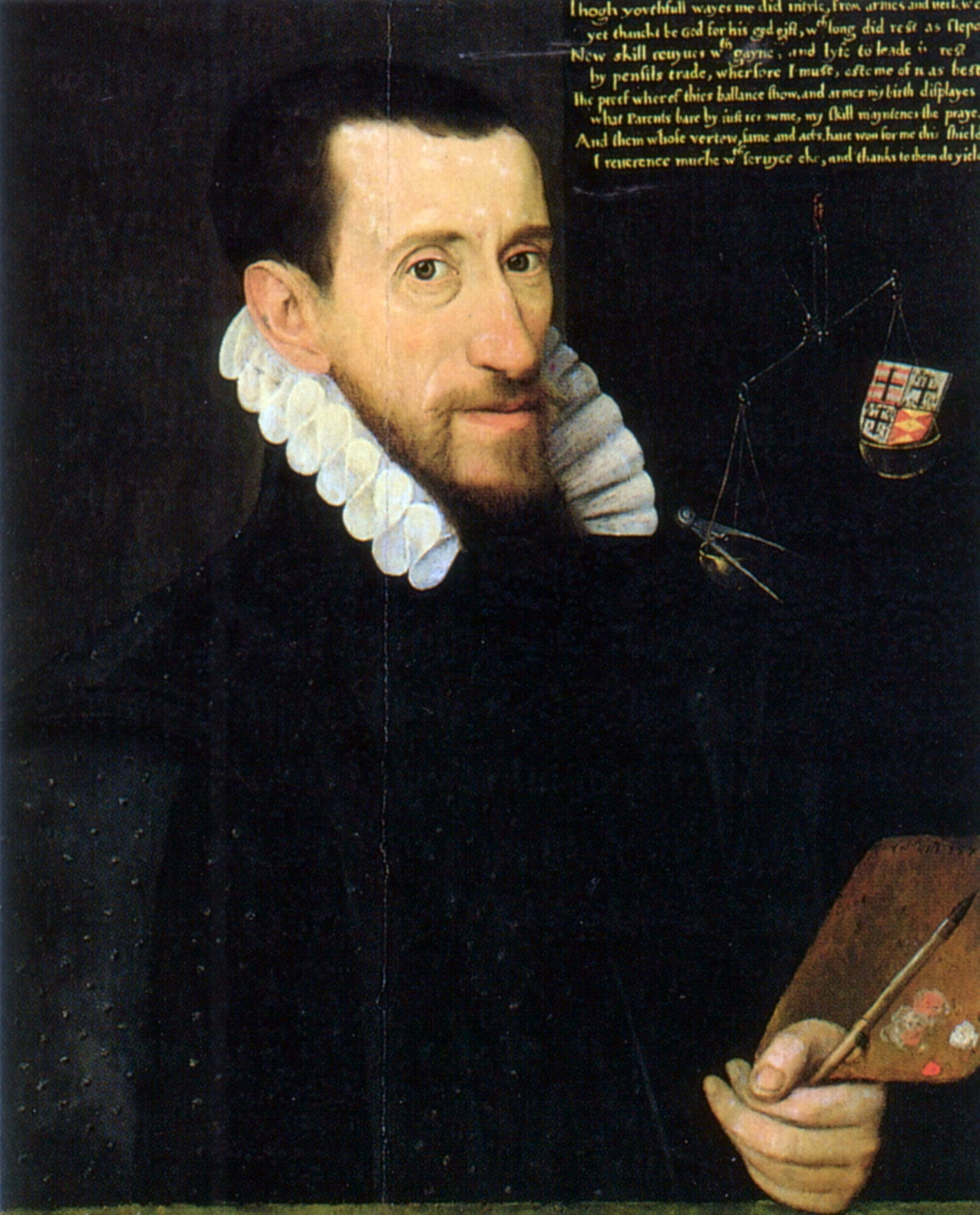
Zelfportret, 1579

George Gower (ca. 1540 – Londen, 1596) was een Engels decoratie- en portretschilder die in 1581 Serjeant Painter werd aan het hof van Elizabeth I.
Over Gowers leven is weinig bekend. Hij was een kleinzoon van ene John Gower uit Stettenham, Yorkshire.
Tot zijn vroegste werken behoren twee portretten uit 1573 van Thomas Kytson en zijn vrouw, Elizabeth Cornwallis, Lady Kytson. Deze twee werken bevinden zich in de Tate Gallery, Londen). Gower vervaardigde een zelfportret in 1579.
Zijn benoeming tot serjeant painter in 1581 stelde hem in staat portretten te schilderen van de Engelse adel. De functie was overigens primair bedoeld voor de vervaardiging van decoraties in paleizen, op meubilair, koetsen, schepen en dergelijke en de serjeant painter, hoewel benoemd voor het leven, was niet de officiële hofschilder. Niettemin beoefenden zij vaak de portretkunst. Van Gowers decoratiewerk is niets bewaard gebleven, anders dan zijn (of aan hem toegeschreven) portretten.

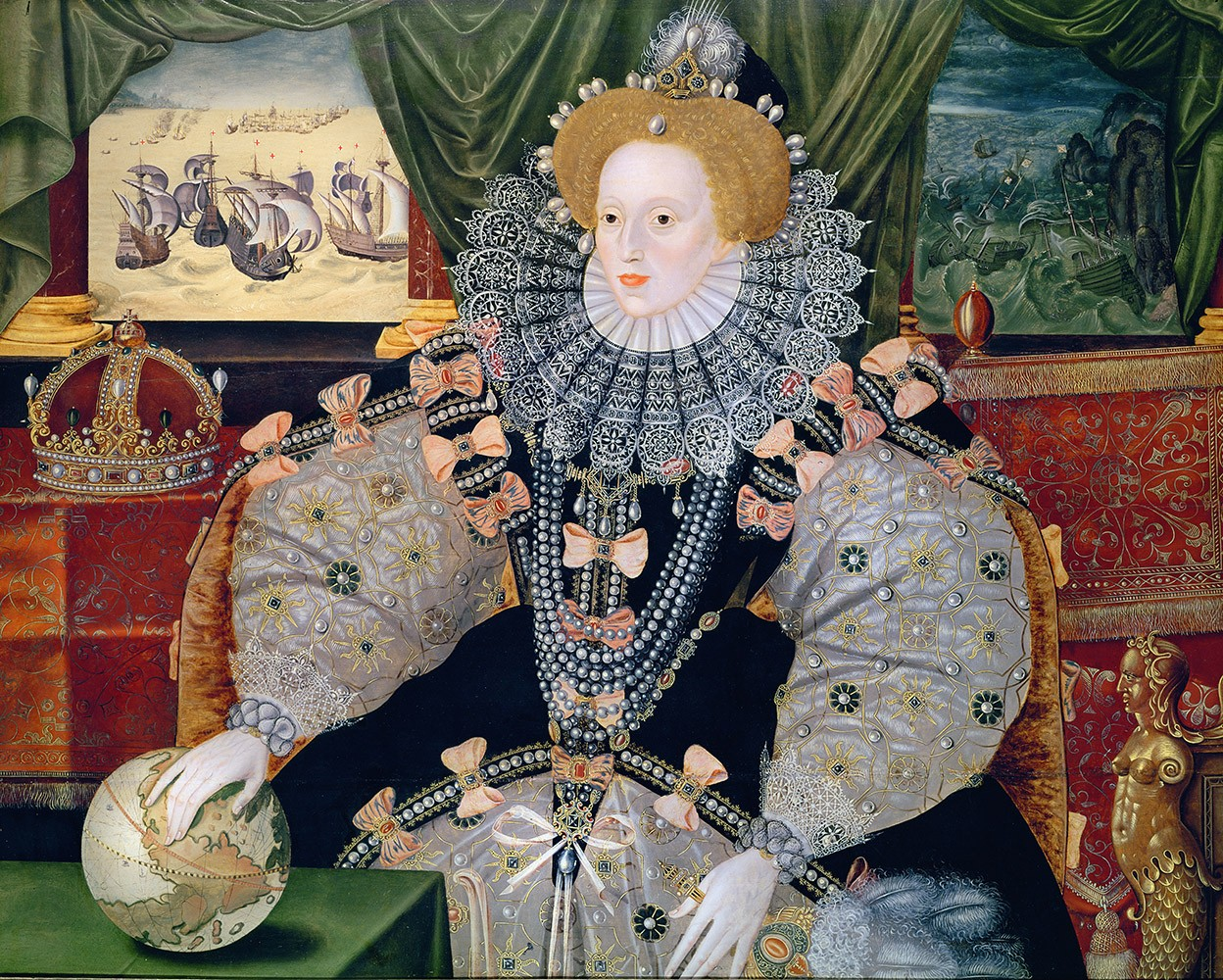
Het Armada-portret van Elizabeth I, ca. 1588

Gowers bekendste werk is het Armada-portret van Elizabeth I, vervaardigd ter herinnering aan de nederlaag van de Spaanse Armada.